# روث إسكوبار
روث إسكوبار (بالبرتغالية: Ruth Escobar‏) هي ممثلة برازيلية، ولدت في 31 مارس 1935 في البرتغال، وتوفيت في 5 أكتوبر 2017 بساو باولو في البرازيل. من الجوائز التي نالتها وسام الاستحقاق الثقافي ‏ سنة 2000.

## جوائز
- وسام الاستحقاق الثقافي [الإنجليزية]‏ (2000)

## وصلات خارجية
- روث إسكوبار على موقع IMDb (الإنجليزية)